# Lincoln (hrabstwo Burnett)
Lincoln – miasto w Stanach Zjednoczonych, w stanie Wisconsin, w hrabstwie Burnett.